# حصاد الحديد

## حصاد الحديد أو حصاد الحرب
يشيرمصطلح حصاد الحديد  إلى جمع المخلفات الحربية المعدنية غير المنفجرة، مثل القذائف والشظايا، من الأراضي الزراعية التي كانت جزءًا من الجبهة الغربية خلال الحرب العالمية الأولى. وبسبب وجود هذه البقايا من الحرب العالمية الأولى يقوم المزارعون في بلجيكا وفرنسا بجمع الذخائر الغير منفجرة والأسلاك الشائكة والشظايا والرصاص ودعامات الخنادق بعد حرث الحقول بشكل سنوي.

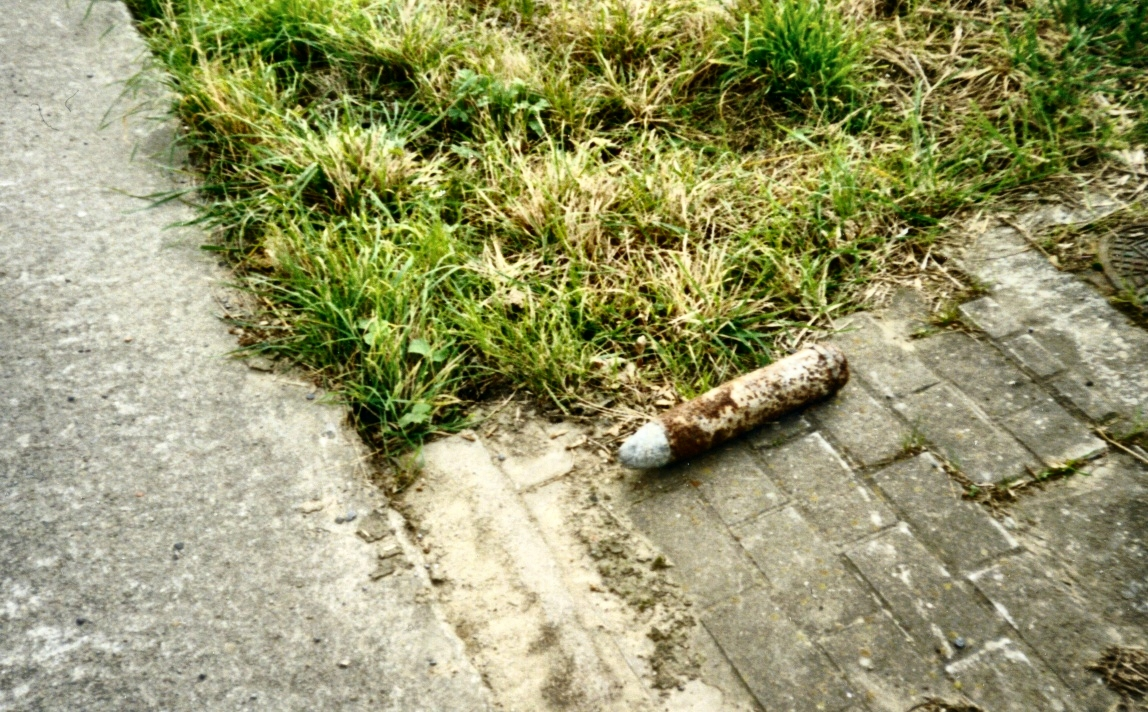
قذيفة مدفعية ألمانية من الحرب العالمية الأولى تركت بجانب حقل للتخلص منها بالقرب من إيبرس، بلجيكا.

## الذخائر غير المنفجرة

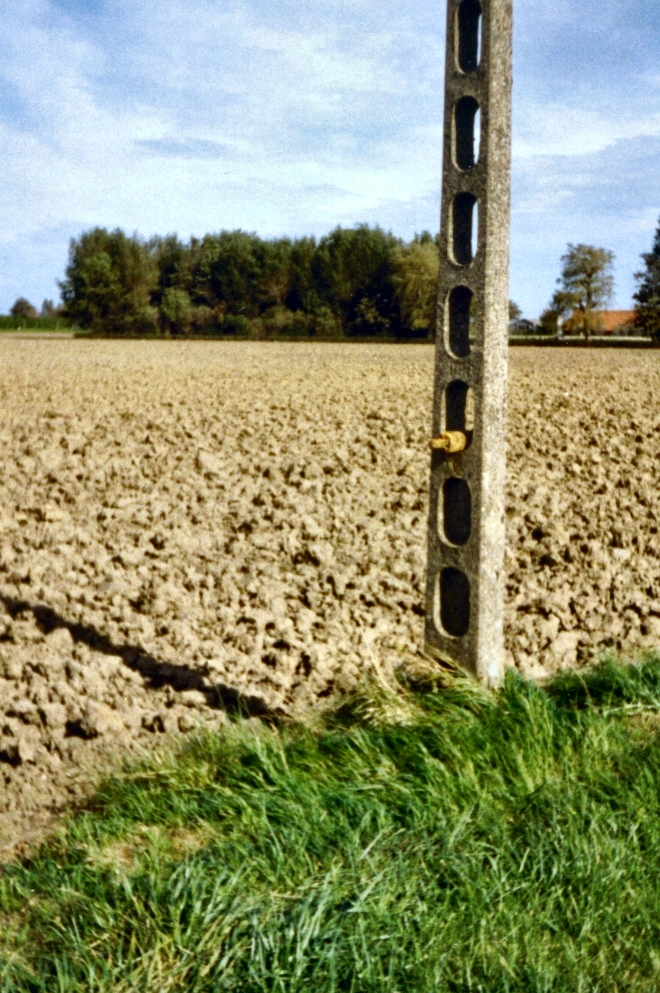
قنبلة هاون من خندق ستوكس من فترة الحرب العالمية الأولى تُرِكت في عمود تلغراف للتخلص منها في عام 2004 بالقرب من مدينة إيبرس في بلجيكا.

أُطلقت في الحرب العالمية الأولى كمية هائلة من المتفجرات والتي تُقدر بحوالي طن واحد لكل متر مربع من الأراضي على الجبهة الغربية.
تُشير التقديرات بأن المتفجرات التي تبادلتها القوات البريطانية والألمانية قد وصلت إلى 300 مليون قذيفة خلال الحرب العالمية الأولى كانت غير صالحة للاستخدام، حيث أنه من بين كل 4 قذائف لم تنفجر إلا واحدة  فقط في منطقة إيبرس في بلجيكا، ولم يتم العثور على معظمها. [بحاجة لمصدر]

وفقاً لموقع وحدة التخلص من الذخائر المتفجرة والألغام المعروفة باسم DOVO، فُكك أكثر من 200 طن من الذخيرة في عام 2013. كانت الأسلحة الغير منفجرة مثل القذائف والرصاص والقنابل اليدوية تُدفن عند الاصطدام بالأرض بنفسها بدون تدخل بشري أو يتم ابتلاعها من قبل الوحل. ومع مرور الوقت، أدت عمليات البناء وحراثة الحقول والعمليات الطبيعية إلى ظهور بعض البقايا على السطح.

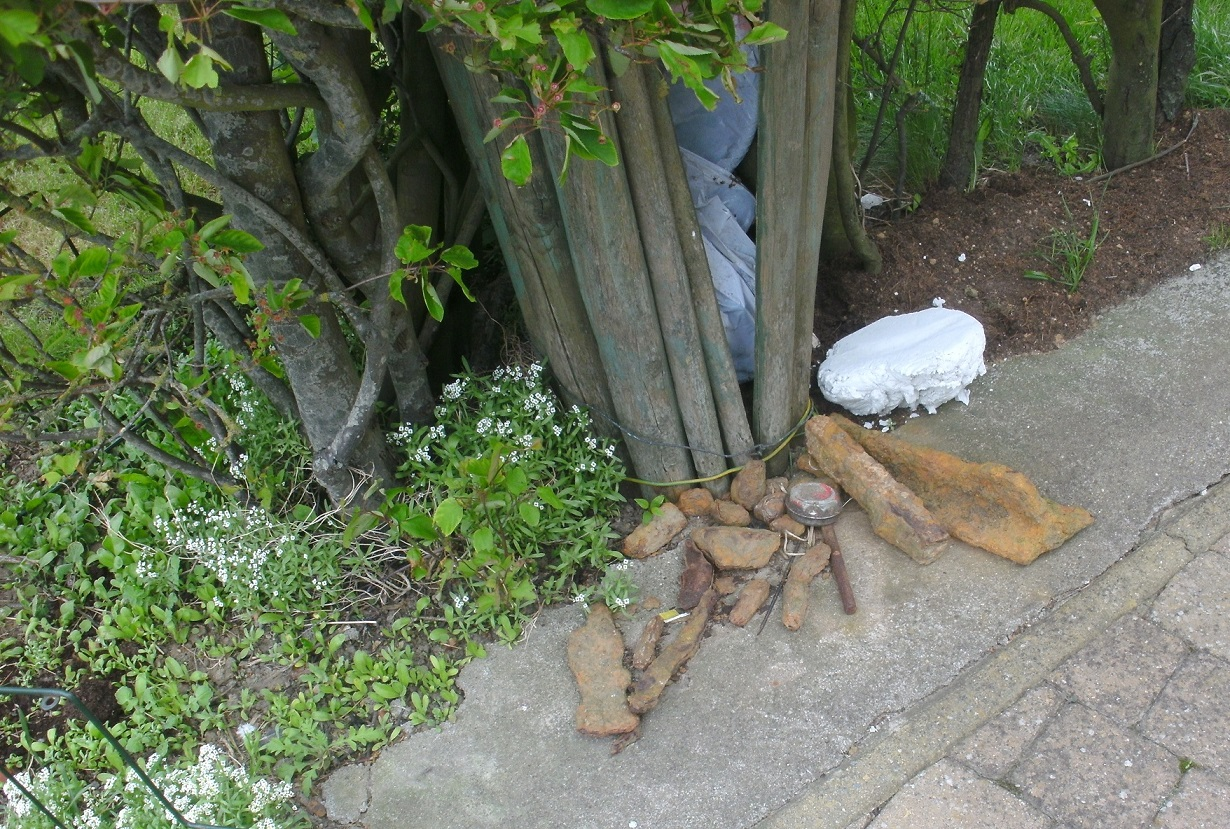
قطع من القذائف من ساحة المعركة تم وضعها بجوار سلة مزارع في قرية باسينديل البلجيكية.

## مواقع الذخائر الغير منفجرة
تُعد مناطق شمال فرنسا وبالذات فلاندرز زراعية خصبة ، يقوم المزارعين في هذه المناطق بجمع الذخائر والبقايا ووضعها على طول حدود الحقول أو نقاط التجميع للسلطات لأخذها.

## الخسائر البشرية
وهذه الذخائر لم تنفجر فور إطلاقها في فترة الحرب العالمية الأولى إلا أنها تبقى خطيرة ومصدر خوف للناس؛ حيث تقوم وحدة إزالة الألغام الفرنسية بجمع ما يُقارب 900 طن من الذخائر والبقايا غير المنفجرة سنوياً.
منذ عام 1946، قُتِلَ 630 من الخبراء المتخصصين الفرنسيين في التخلص من البقايا والذخائر غير المنفجرة أثناء عمليات الإزالة والنقل.  وفي عام 1998، قُتِلَ شخصان أثناء عملية التخلص من ذخائر بالقرب من مدينة فيمي الفرنسية. في عام 2014، قُتِلَ عاملا بناء بلجيكيان أثناء عمليات البناء بسبب انفجار قذيفة مدفونة منذ وقتٍ طويل في ذلك المكان. منذ تشكيل وحدة التخلص من الذخائر المتفجرة والألغام المعروفة باسم DOVO في 1919، لَقيَ أكثر من 20 خبيرحتفهم أثناء العمليات.
في المنطقة المحيطة بمدينة إيبرس لوحدها قُتِلَ 260 شخص وأُصيبَ 535 شخص بسبب تلك الذخائر التي لم تنفجر منذ نهاية الحرب العالمية الأولى.
وتكون القذائف والقنابل المحتوية على غاز سام قابلة للانفجار وخطيرة جداً بسبب احتوائها على الغاز السام، ومع الزمن يتآكل الهيكل الخارجي، وينتشر محتوى الغاز بشكل تلقائي؛ مما يُشكلُ خطراً على الناس. وصلت نسبة القنابل والقذائف المحتوية على غاز سام إلى ما يُقارب 5%. ولا يزال الخبراء والمتخصصين يُعانون من الحروق الناجمة عن قذائف غاز الخردل التي فُتَحت.

## عمليات الإزالة
في بلجيكا يتم حصد الحديد من قبل المزارعين بعناية ووضعه على أطراف الحقول أو في الأماكان المخصصصة لذلك أو في الفجوات الموجودة في أعمدة التلغراف. ويقوم بجمعها الجيش البلجيكي بانتظام للتخلص منها في مركز متخصص في بولكابيل. بُنيت المنشأة في عام 1980 بعد توقف إلقاء القذائف في محيط المدينة. يقوم الجيش بعد استخراجها بتدمير وحرق أي مواد كيميائية غازية في درجات عالية من الحرارة في منشأت متخصصة لهذا الغرض.

## قراءة إضافية
- ويبستر، د. أعقاب: بقايا الحرب كتب قديمة 1999.(ردمك 0-679-75153-X)رقم الكتاب الدولي المعياري 0-679-75153-X
- ستيوارد، روجر استعادة البارز: إحياء ساحات معارك الحرب العظمى في حقول فلاندرز هيليون آند كومباني 2023.(ردمك 1-915-11367-9)رقم الكتاب الدولي المعياري 1-915-11367-9

## روابط خارجية
- روب روجينبيرج، رجس هوثولست.
- روب روجينبيرج، الموت ينتظر بصبر على شاطئ بلجيكي.
- صورة لحصاد الحديد.
- صورة اخرى لحصاد الحديد.